# Hulan Road (metropolitana di Shanghai)
Hulan Road (呼兰路S, Hūlán LùP) è una stazione e capolinea nord della linea 1 della metropolitana di Shanghai.

## Storia
La stazione è stata attivata il 28 dicembre 2004.

## Servizi
La stazione dispone di:
- Accessibilità per portatori di handicap
- Ascensori
- Scale mobili
- Emettitrice automatica biglietti
- Videosorveglianza

## Interscambi
- Fermata autobus 552 · 705 · 726 · 916